# قزل قية وسطي
قزل‌ قية وسطي هي قرية في مقاطعة شاهين دج، إيران. يقدر عدد سكانها بـ 81 نسمة بحسب إحصاء 2016.